# Улановская (деревня)
 Улановская  — деревня в Лузском муниципальном округе Кировской области.

## География
Расположена в центральной части района на расстоянии примерно 4 км на восток по прямой от села Учка.

## История
Известна с 1620 года как деревня с 3 дворами, в 1748 7 душ мужского пола, в 1859 года здесь (Улановская или Шадрово) дворов 5 и жителей 30 в 1926 (Улановская) 14 и 67, в 1950 9 и 19, в 1989 3 жителя. С 2006 по 2012 годы было в составе Учецкого сельского поселения, с 2012 по 2020 находилось в составе Лальского городского поселения.

## Население
Постоянное население составляло 1 человек (русские 100%) в 2002 году, 0 в 2010.